# Société des parcs de sciences naturelles du Québec
La Société des parcs de sciences naturelles du Québec (ou SPSNQ) est une société d'État québécoise formée en 1995.  Elle a pour mandat l'administration de deux sites de science naturelle situés dans la Ville de Québec, soit le Jardin zoologique du Québec et le Parc-aquarium du Québec.  Elle a été le maître d'œuvre de la rénovation de ces deux sites qui ont rouvert en 2002 et 2003 après deux ans de travaux. En 2004, une étude a été effectuée afin de vérifier si le mandat de gestion de ces deux équipements devait plutôt être confiée à la Société des établissements de plein air du Québec, étude qui n'a pas connu de suites.
En octobre 2003, la SPSNQ a remporté le prix Baines qui est la plus haute distinction offerte par l’industrie zoologique au Canada et qui est remise à chaque année à l’organisation qui s’est le plus illustrée par une réussite exceptionnelle et souligne la créativité des concepts utilisés.
En 2003, le président-directeur du SPSNQ est M. Jean-Paul Bédard. En 2004, le président du conseil d'administration du SPSNQ est M. Denys Larose.
En mars 2006, à la suite de la fermeture du Jardin zoologique, la SPSNQ ne devient que gestionnaire des lieux, qui sont confiés à la Société des établissements de plein air du Québec.
Le fonds d’archives Société des parcs de sciences naturelles du Québec
est conservé au centre d’archives de Québec de Bibliothèque et Archives nationales du Québec.